# Comunidor de Rocabruna
El comunidor o relliquer de Rocabruna és una construcció de Rocabruna, municipi de Camprodon (Ripollès) inclosa en l'Inventari del Patrimoni Arquitectònic de Catalunya.

## Descripció
El comunidor o relliquer de Rocabruna encara és dempeus a poques passes de la façana de ponent de l'església de Sant Feliu. Es tracta d'una construcció molt senzilla feta amb pedra del país sense polir; té quatre parets amb coberta de teules a dos vessants. L'obertura de llevant és cega, la de tramuntana s'ha convertit en una mena de fornícula per a una imatge i un baix relleu. La de ponent serva la sobrellinda de fusta i a migdia s'obre una portalada arquejada, avui tancada.

## Notícies històriques
A la consueta parroquial es pot llegir que el dia del Corpus la processó voltava l'ermita i donava benediccions al terme 
| « | "…en dos llochs, lo hu en lo sim del Padro y lo altra en lo pla devant del rellique..." | » |

 I també que 
| « | "… tots los 4 mesos, so es de Sta. Creu de Maig a Sta Creu de Setembre després de la Missa los dies feseners se hyx devant del Relliquer a dir los 4 evangelis resats donant a la fi de ells la Banedicció al Terme …" | » |

.

## Galeria

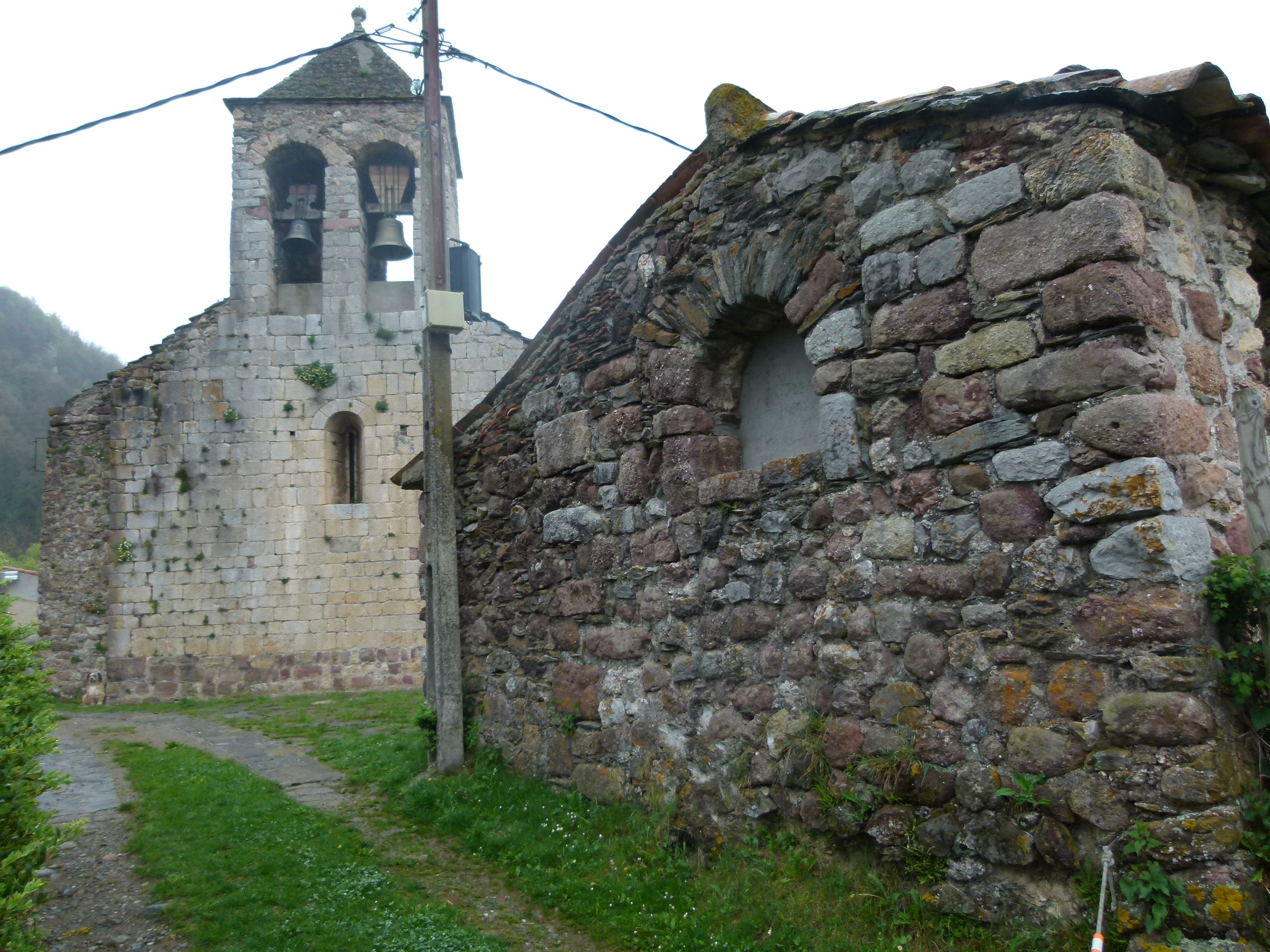
Comunidor i església de Rocabruna
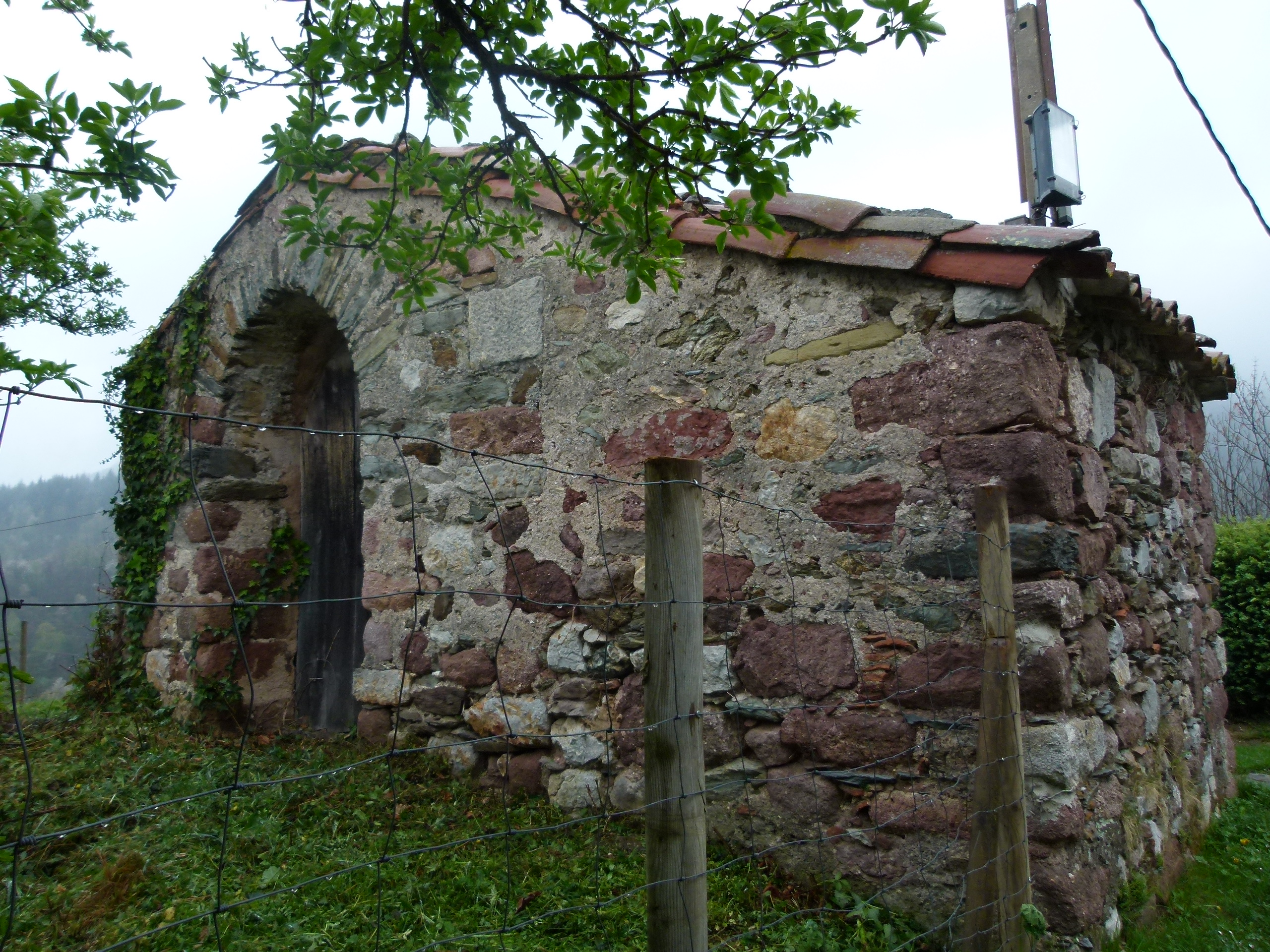
Porta del Comunidor